# Bulbostylis congolensis
Bulbostylis congolensis là một loài thực vật có hoa trong họ Cói. Loài này được De Wild. mô tả khoa học đầu tiên năm 1927.